# Nancy Johnson
Nancy Johnson (14 de janeiro de 1974) é uma atiradora estadunidense. Ela competiu nos Jogos Olímpicos de Verão de 2000, em Sydney (Austrália), e conquistou o ouro na prova Carabina de ar comprimido a 10m.